# Hualong
Hualong (en chino, 华龙; pinyin, Huàlóng (escuchar)ⓘ [long]) es un distrito urbano bajo la administración directa de la Prefectura  Puyang  en la Provincia de Henan, República Popular China.  Su área es de 380 km² y su población total para 2020 superó los 600 mil  habitantes. 

## Administración
Desde junio  de 2023, el  Distrito Hualong   se divide en 11 pueblos  administrados  en 9 subdistritos,   1 poblado y 1 villa.

## Toponimia
El topónimo Hualong [/Juá-long/] se compone de los sinogramas Hua (en referencia a China) y Long (dragón).
En 2002, el área urbana de Puyang pasó a denominarse Distrito Hualong, su nombre se debe a que en 1987 se descubrió un dragón hecho con conchas de hace 6400 años, conocido como el "Primer Dragón de China" (中华第一龙 ZhōngHuá dì yī lóng), de ahí su nombre.